# Johannes Buteo

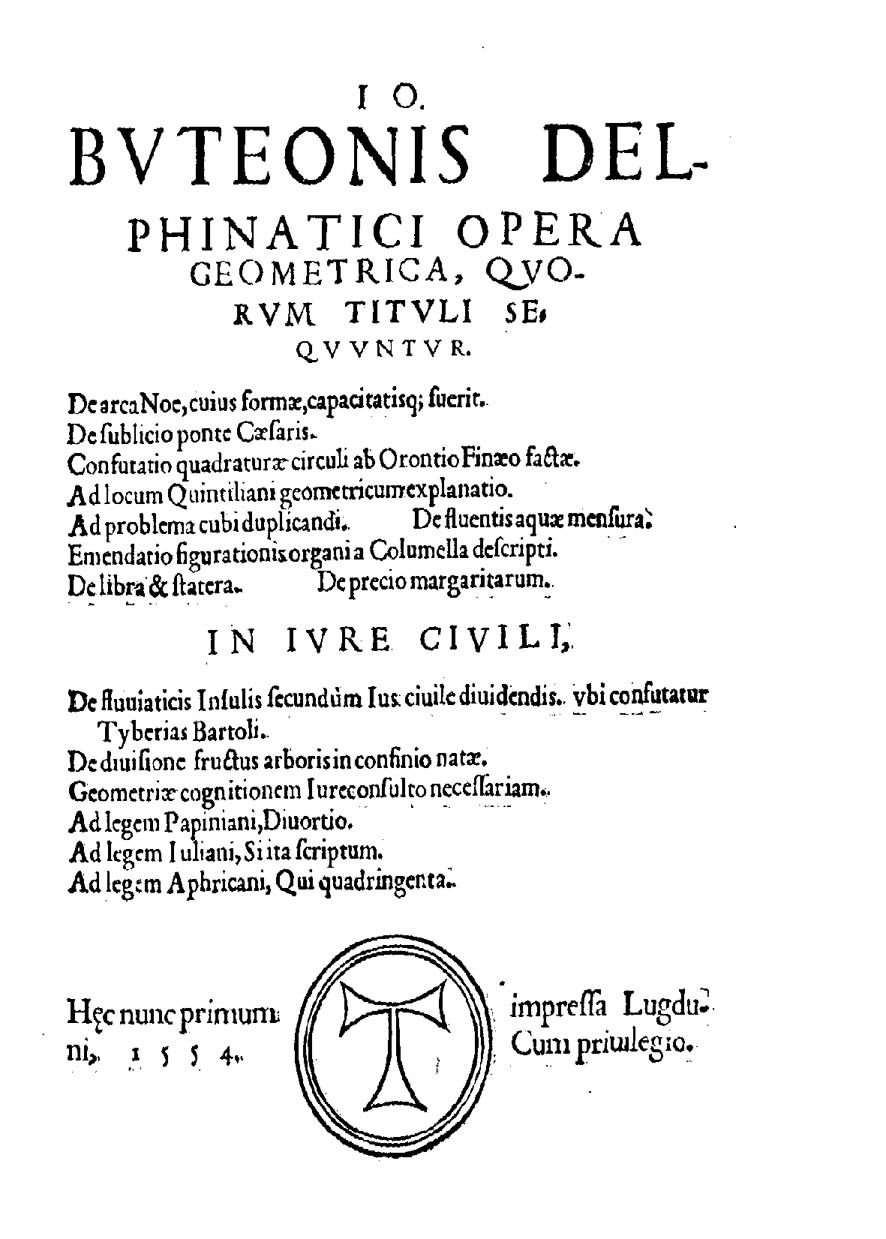
Opera geometrica, 1554

Johannes Buteo sau Jean Buteo sau Jean Borrel (n. 1492 - d. între 1564 și 1572) a fost un matematician francez, cunoscut prin tratatele sale de aritmetică, algebră și geometrie.
A studiat la Royal College.
A mai scris o lucrarea în legătură cu cuadratura cercului intitulată: De quadratura circuli, apărută în 1559.
În această scriere a combătut cuadratura lui Oronce Finé.